# Grant Fisher
Grant Fisher (født 22. april 1997) er en atletikudøver fra USA, der konkurrerer i langdistanceløb.
I 2021 repræsenterede han USA i 10.000 meter ved sommer-OL 2020 i Tokyo, hvor han sluttede på en 5. plads.  Fisher sluttede også på en 9. plads i 5.000 meter ved de samme lege.
Ved OL 2024 tog han bronze på 5.000 meter og 10.000 meter.